# Tornow (Eberswalde)
Neutornow – południowo-wschodnia część niemieckiego miasta Eberswalde położonego w Brandenburgii, w powiecie Barnim.

## Obiekty
We wsi znajduje się gotycki kościół z kamienia polnego z szachulcową wieżą, która została dobudowana w XVIII wieku.